# Jacques Hermant

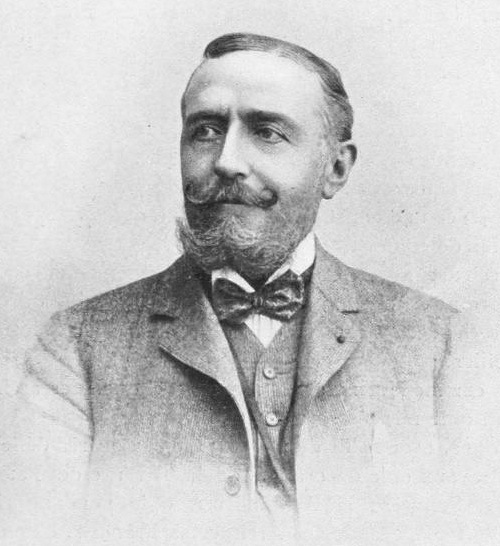
Jacques Hermant

Jacques-René Hermant, född 7 maj 1855 i Paris i Frankrike, död 5 juni 1930 i Frankrike, var en fransk arkitekt inom nystilarna.
Hermant ritade med förkärlek projekt i Louis XIII-stil. Hermant var en utpräglad rationalist. Han visade en nyfikenhet till nya material och var en pionjär inom betongarmering. Lärare på École des Beaux-Arts i Paris.

## Byggnadsverk (urval)
- La Caserne des Célestins, i Paris, 1895-1901. En kasernbyggnad för den republikanska gardets kavalleri som fortfarande är i bruk.
- Le Salle Gaveau, konsertsal, Paris, 1905
- Société Générale, huvudkontoret, blvd. Haussmann, Paris, 1907

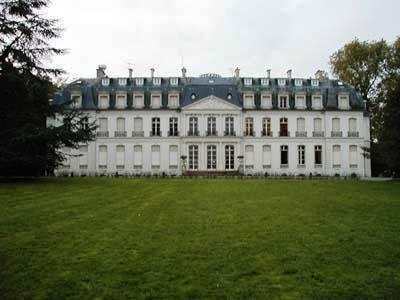
Chateau Voisenon

## Utmärkelser
- second Grand Prix de Rome, 1880.
- Kommendör Hederslegionen, 1929.